# Steven Hill
Solomon Krakovsky (Seattle, 24 februari 1922 – Rockland County, 23 augustus 2016) was een Amerikaans acteur, bekend als Steven Hill.
Hill was bekend van zijn rol als officier van justitie Adam Schiff in de serie Law & Order. Vroeger speelde hij Daniel Briggs in de televisieserie Mission: Impossible, maar verliet de serie na één seizoen. Hill is joods-orthodox en kon zich niet vinden in het productieschema van de serie; hij werd geacht te werken op een belangrijke joodse feestdag.
Hill speelde ook vele filmrollen, waaronder in The Firm, Raw Deal, Legal Eagles en Heartburn.
Tussen 1967 en 1977 stopte hij met acteren.

## Persoonlijk
Hill was van 1951 tot 1964 getrouwd en hertrouwde in 1967. Uit zijn eerste huwelijk heeft hij vier kinderen, uit het tweede vijf.

## Filmografie
- Actor's Studio (televisieserie, afl. A Trip to Czardis, 1949; Greasy Luck, 1949; Three O'Clock, 1949; The Three Strangers, 1949)
- Theatre of Romance (televisieserie, afl. The M.P. and the Mouse, 1949; The Afternoon of a Faun, 1949)
- A Lady Without Passport - Jack (1950)
- Suspense (televisieserie) - Dolph Romano (afl. My Old Man's Badge, 1950)
- Suspense (televisieserie, afl. The Serpent Ring, 1949; A Pocketful of Murder, 1950)
- The Magnavox Theatre (televisieserie, afl. The Tale of the Wolf, 1950)
- Schlitz Playhouse of Stars (televisieserie, afl. The Man That I Marry, 1952)
- Danger (televisieserie, afl. High Wire, High Steel, 1951; The Hero, 1952)
- Lights Out (televisieserie, afl. The Eyes from San Francisco, 1952; The Death's Head, 1952)
- Lux Video Theatre (televisieserie, afl. Legacy of Love, 1952)
- The Mask (televisieserie, afl. The Young Dancer, 1954)
- The Philco Television Playhouse (televisieserie) - George (afl. Middle of the Night, 1954)
- Goodyear Television Playhouse (televisieserie, afl. The Inward Eye, 1954; The Arena, 1954)
- The Philco Television Playhouse (televisieserie, afl. Man on the Mountaintop, 1954)
- Playwrights '56 (televisieserie) - Stobin (afl. The Sound and the Fury, 1955)
- Storm Fear (1955) - Benjie
- Playwrights '56 (televisieserie) - Walter Uhlan (afl. Lost, 1956)
- Studio One (televisieserie) - Slim Breedlove (afl. The Traveling Lady, 1957)
- Alfred Hitchcock Presents (televisieserie) - Joe Kedzie (afl. Enough Rope for Two, 1957)
- The DuPont Show of the Month (televisieserie, afl. The Bridge of San Luis Rey, 1958)
- Playhouse 90 (televisieserie) - Augstin (afl. For Whom the Bell Tolls: Part 1 & 2, 1958)
- Kiss Her Goodbye - Ed Wilson (1959)
- The Lineup (televisieserie) - Joey (afl. The Strange Return of Army Armitage, 1959)
- Sunday Showcase (televisieserie) - George Pitt (afl. The American, 1960)
- Playhouse 90 (televisieserie) - Dr. Edward Gutera (afl. Journey to the Day, 1960)
- Sunday Showcase (televisieserie) - Bartolomeo Vanzetti (afl. The Sacco-Vanzetti Story: Part 1 & 2, 1960)
- The Untouchables (televisieserie) - Jack 'Legs' Diamond (afl. Jack 'Legs' Diamond, 1960)
- Dillinger (televisiefilm) - Melvin Purvis (1960)
- Adventures in Paradise (televisieserie) - B.E. Langard (afl. Act of Piracy, 1961)
- Route 66 (televisieserie) - Frank Madera (afl. A City of Wheels, 1962)
- The Untouchables (televisieserie) - Joseph December (afl. Downfall, 1962)
- Ben Casey (televisieserie) - Ollie (afl. Legacy from a Stranger, 1962)
- The Eleventh Hour (televisieserie) - Matk Tyner (afl. There Are Dragons in This Forrest, 1962)
- Dr. Kildare (televisieserie) - Dr. Chandra Ramid (afl. The Cobweb Chain, 1962)
- Ben Casey (televisieserie) - Dr. Keith Bernard (afl. I'll Be Alright in the Morning, 1963)
- A Child Is Waiting - Ted Widdicombe (1963)
- Naked City (televisieserie) - Stanley (afl. Barefoot on a Bed of Coals, 1963)
- Bob Hope Presents the Chrysler Theatre (televisieserie) - Ruben Fare (afl. Something About Lee Wiley, 1963)
- Espionage (televisieserie) - Carmody (afl. The Incurable One, 1963)
- The Alfred Hitchcock Hour (televisieserie) - Charlie Osgood (afl. Who Needs an Enemy?, 1964)
- The Greatest Show on Earth (televisieserie) - Frankie Santene (afl. Corsicans Don't Cry, 1964)
- The Alfred Hitchcock Hour (televisieserie) - Robert Manners (afl. Thanatos Palace Hotel, 1965)
- Rawhide (televisieserie) - Marty Brown (afl. The Gray Rock Hotel, 1965)
- The Slender Thread - Mark Dyson (1965)
- The Fugitive (televisieserie) - Glenn Madison (afl. The White Knight, 1966)
- Mission: Impossible (televisieserie) - Daniel Briggs (28 afleveringen, 1966-1967)
- The Andros Targets (televisieserie, afl. The Treatment Succeeded But the Patient Died, 1977)
- King - Mini-serie - Stanley Levison (1978)
- It's My Turn - Jacob (1980)
- Eyewitness - Luitenant Jacobs (1981)
- Rich and Famous - Jules Levi (1981)
- Yentl - Reb Alter Vishkower (1983)
- Teachers - Sloan (1984)
- Garbo Talks - Walter Rolfe (1984)
- One Life to Live (televisieserie) - Aristotle Descamedes (afl. onbekend, 1984-1985)
- Between Two Women (televisiefilm) - Teddy Petherton (1986)
- On Valentine's Day - George Tyler (1986)
- Raw Deal - Martin Lamanski (1986)
- Legal Eagles - Bower (1986)
- Heartburn - Harry Samstat (1986)
- Brighton Beach Memoirs - Mr. Stroheim (1986)
- Courtship - George Tyler (1987)
- thirtysomething (televisieserie) - Leo Steadman (afl. Business as Usual, 1988)
- Running on Empty - Donald Patterson (1988)
- The Boost - Max Sherman (1988)
- Columbo: Smoke and Shadows (televisiefilm) - Mr. Marosco (1989)
- White Palace - Sol Horowitz (1990)
- Billy Bathgate - Otto Berman (1991)
- The Firm - F. Denton Voyles (1993)
- Where's the Money, Noreen? (televisiefilm) - Brian Olmsted (1995)
- Law & Order (televisieserie) - Officier van justitie Adam Schiff (228 afleveringen, 1990-2000)
- Law & Order: Special Victims Unit (televisieserie) - Officier van justitie Adam Schiff (afl. Entitled, 2000)

- Biblioteca Nacional de España: XX4960506
- Bibliothèque nationale de France: cb14040189d (data)
- Gemeinsame Normdatei: 1112206329
- International Standard Name Identifier: 0000 0000 3300 1211
- Library of Congress Control Number: n91103971
- Istituto Centrale per il Catalogo Unico: RAVV346780
- SNAC: w64r25vp
- Virtual International Authority File: 26247073
- WorldCat: E39PBJdGQ7hDQgQRXPbmp4KTpP